# Eleições gerais nas Antilhas Holandesas em 2010
As eleições gerais das Antilhas Holandesas (ou Neerlandesas) em 2010 foram realizadas em 22 de janeiro.